# John McCosh

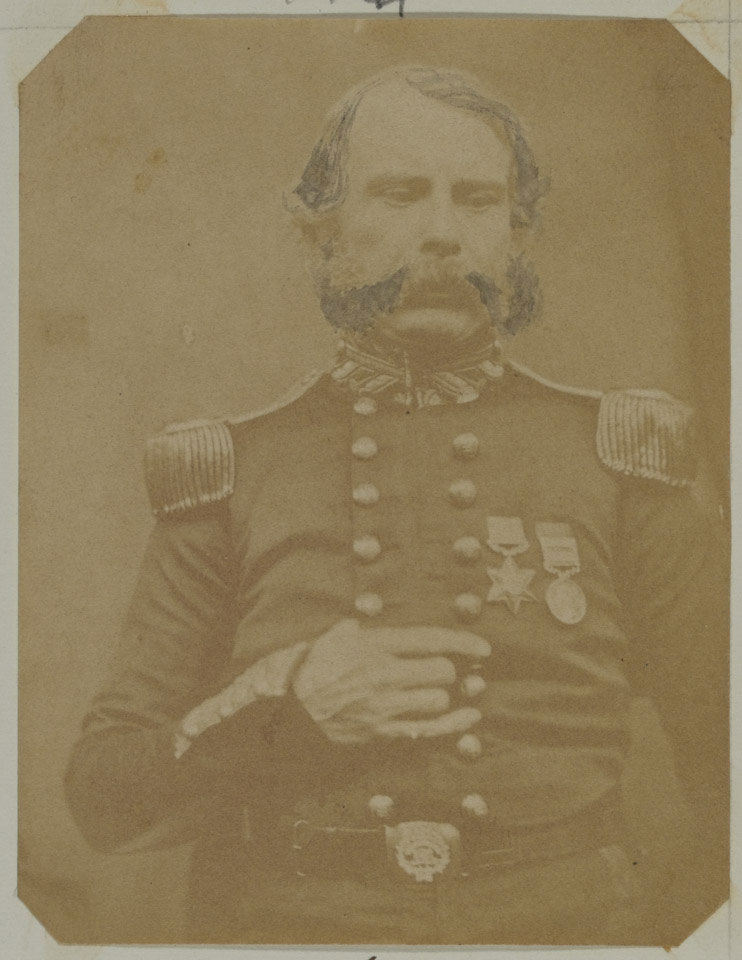
Chirurg John McCosh, Bengal Medical Establishment, Indie, 1852

John McCosh nebo John MacCosh nebo James McCosh (5. března 1805, Kirkmichael, Ayrshire – 18. ledna / 16. března 1885) byl skotský armádní chirurg, který pořizoval dokumentární fotografie během své služby v Indii a Barmě. Jeho fotografie během druhé anglo-sikhské války (1848–1849) lidí a míst spojených s britskou nadvládou v Indii (pro kterou je nejznámější) a z druhé barmské války (1852–1853) lze podle některých historiků považovat za dostatečné důvody, aby ho uznali jako prvního válečného fotografa známého jménem. John McCosh napsal řadu knih o medicíně a fotografii, stejně jako knihy poezie. Pořídil nejstarší známé fotografie Sikhů a jejich vládce Duleepa Singha.
Roddy Simpson o McCoshových fotografiích napsal, že „vzhledem k okolnostem jsou tyto snímky značným úspěchem a bez ohledu na uměleckou hodnotu jsou historicky velmi důležité“. Taylor a Schaaf napsali, že „McCosh vytvořil kompozice, které byly na danou dobu výjimečné“:s.123 a že na rozdíl od jeho současníků „v jeho rukou nebyla fotografie pouze zábavou, ale stala se prostředkem k zaznamenávání historie“.:s.123

## Životopis

### Mládí
V roce 1831 se McCosh ve svých šestadvaceti letech stal asistentem chirurga v indické lékařské službě (Bengálsko), v armádě Východoindické společnosti, a sloužil s jeho Bengálskou armádou. Viděl aktivní službu na severovýchodní hranici Indie proti lidem Kol v letech 1832 až 1833.
Dne 11. října 1833, na nemocenské s tropickou nemocí, ztroskotala loď, na které se plavil z Madrasu do Hobartu v Tasmánii v Austrálii, u pustého a vzdáleného ostrova Amsterdam v jižním Indickém oceánu. Z 97 lidí na palubě přežilo 21, přičemž McCosh byl jediným přeživším cestujícím. Byli zachráněni 26. října americkým pečetním škunerem, generálem Jacksonem, a převezeni na Mauricius. Napsal knihu popisující své zkušenosti, Vyprávění o ztroskotání Lady Munro, na pustém ostrově Amsterdam, říjen 1833 (1835).

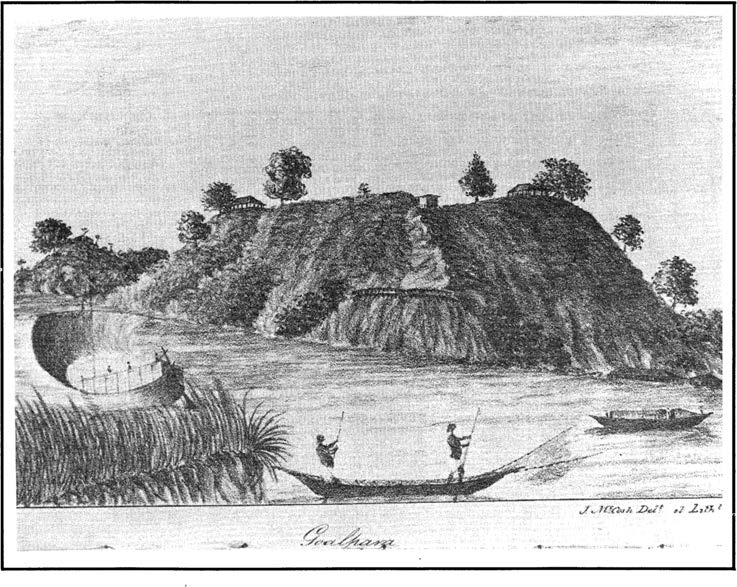
'Goalpara' (1837), litografie, John McCosh, z Topography of Assam

V roce 1840 / 1841 až 1842 se vrátil do Edinburghu na další školení jako chirurg, studoval vojenskou chirurgii, chirurgii a lékařskou jurisprudenci na Edinburské univerzitě.

### Fotografická kariéra

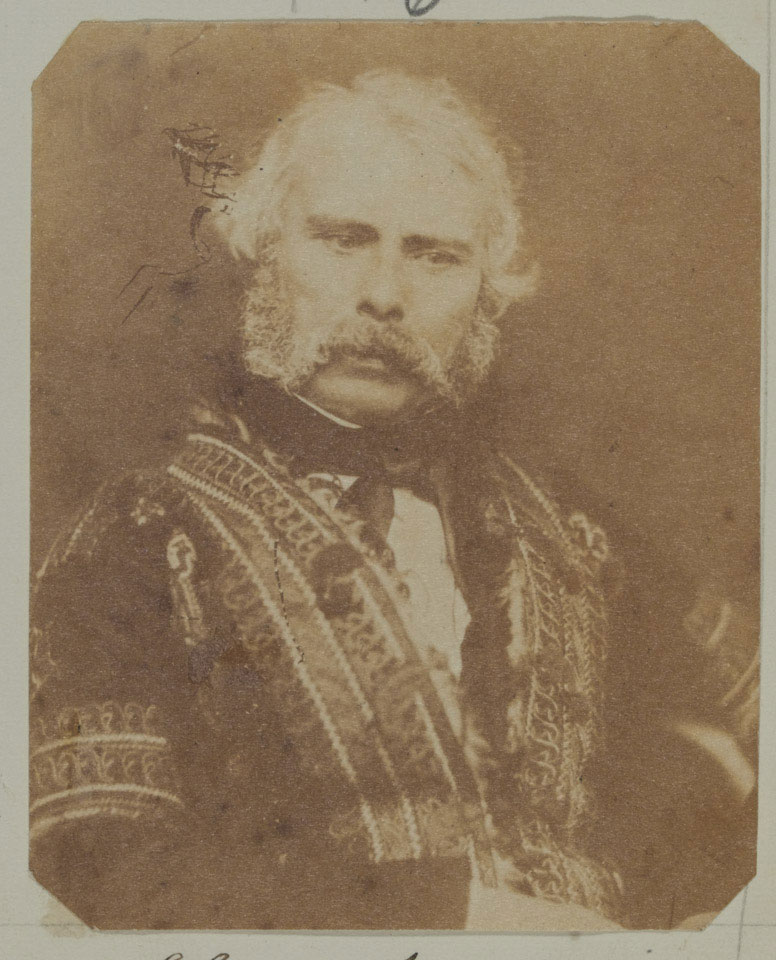
„Umělec McCosh“, Indie, John McCosh, 1850

V roce 1843 se McCosh vrátil do Indie jako asistent chirurga u 31. bengálské národní pěchoty a účastnil se tažení v Gwalioru a bitvy u Maharajpuru 29. prosince 1843. Za bitvu u Maharajpuru obdržel Gwaliorovou hvězdu. McCosh začal pořizovat fotografie buď v roce 1843, nebo 1848.
Byl poslán do Almory na úpatí Himalájí a do Džalandharu v Paňdžábu.
V roce 1848 se v Paňdžábu zúčastnil druhé anglo-sikhské války (1848–1849) s 5. baterií bengálského dělostřelectva / 2. bengálského evropského pluku, kde působil jako hlavní chirurg. Většinou jeho fotografie byly portréty kolegů důstojníků, klíčových postav z tažení, správců a jejich manželek a dcer, včetně osobností jako například: Patrick Alexander Vans Agnew,:s.911 Hugh Gough, 1. vikomt Gough; britský velitel generál sir Charles James Napier; a Dewan Mulraj / Mul Raj, Diwan (guvernér) města Multan (klíčový vůdce sikhského národa proti Britům). Fotografoval také místní domorodce a architekturu. Jeho tisky z tohoto období neměří větší než 10 × 8 cm a byly pravděpodobně vyrobeny z fotoaparátu o velikosti čtvrtiny desky.:s.911–912

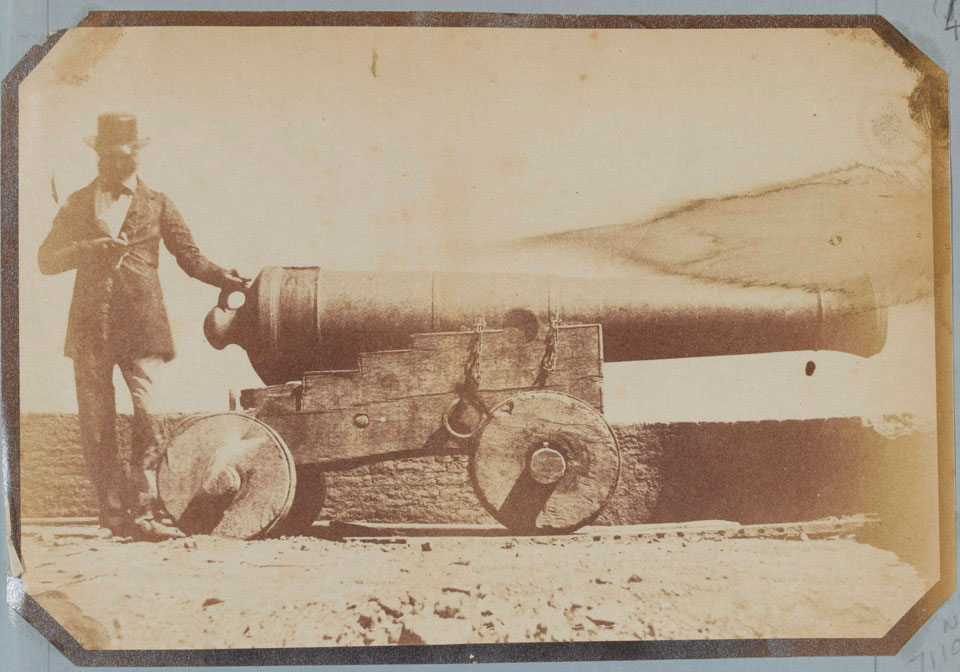
Zabavené zbraně v Rangúnu v Barmě během druhé anglo-barmské války, John McCosh, 1852

V Britské Barmě viděl aktivní službu v Yangonu (brity známé jako Rangún) a Prome. McCosh žil v Barmě (nyní známé jako Myanmar) během druhé barmské války (1852–1853), kde pomocí většího a těžšího fotoaparátu vytvářel portréty kolegů, zachytil zbraně, chrámovou architekturu v Yangonu a barmských lidí. Podle Taylora a Schaafa měl McCosh „kvazi-oficiální funkci fotografovat během tohoto konfliktu“.:s.127 Jeho tisky z tohoto období jsou do 20 × 22 cm, což naznačuje, že fotoaparát měřil velikost celé desky.:s.912
McCosh pořídil první fotografie sikhského lidu a paláců v Láhauru; nejstarší známou fotografii Samadhi z Randžíta Singha z roku 1849. Jeho padesát fotografií Barmy z roku 1852 jsou nejstarší snímky země, které se dochovaly a jeho fotografické studie barmských lidí jsou také nejstarší.
McCosh pro své fotografie používal převážně proces kalotypie, první možný proces negativ – pozitiv, využívající papír, patentovaný Henrym Foxem Talbotem v roce 1841. Tímto procesem vznikl průsvitný originální negativní obraz, papírový negativ, ze kterého bylo možné jednoduchým kontaktním tiskem vyrobit více pozitivů. McCosh také používal pozdější kolodiový proces:s.911, ačkoli zároveň pokračoval v procesu kalotypie pro větší tisky, kvůli jeho věrnosti.

### Pozdější život
Fotografování se vzdal buď na počátku 50. let 19. století nebo až v roce 1856:s.912 a z armády odešel 31. ledna 1856.
V roce 1856 McCosh radil asistentům-chirurgům sloužícím v Indii, aby fotografovali:
Doporučuji každému asistentovi chirurga, aby se stal mistrem fotografie ve všech jejích oblastech – na papíře, na skleněných deskách i na kovových deskách. Cvičil jsem to po mnoho let a neznám žádnou jinou profesní činnost, která by přinesla větší návratnost za všechny výdaje a námahu (a obojí je opravdu značné) než tento fascinující obor – zejména nový proces kolódiový proces pro stereoskop. Během své služby v Indii pomohl vytvořit takovou věrnou sbírku zobrazení lidí a zvířat, architektury a krajiny, která by byla vítaným příspěvkem do jakéhokoli muzea. Fotoaparát by měl být vyroben z kvalitního mahagonu, spojeného mosaznými sponami, aby vydržel extrémní teploty. Křehké skládací přenosné fotoaparáty, které jsou navrženy jako lehké pro použití v Indii, se rychle stanou nepoužitelnými. Je velkou chybou vyrábět věci lehké a přenosné pro použití v Indii, jako kdyby je měl vlastník sám nosit. Doprava pro každý kus vybavení je levná, bezpečná a hojně dostupná. Francouzský papír Canson frères je nejlepší a nezničí se vlhkostí tak rychle jako anglický papír.
John McCosh, Advice to Officers in India
V roce 1862 se stal členem Královské geografické společnosti. Podle záznamů o akvizici uložil John McCosh fotografie, které pořídil v Paňdžábu v Art Library v roce 1884.
McCosh zemřel v Londýně v roce 1885. Kámen na jeho památku stojí na severní stěně prvního severního rozšíření hřbitova Dean Cemetery v západním Edinburghu, kde jsou pohřbeni jeho sourozenci.

## Reakce kritiků
Roddy Simpson v knize The Photography of Victorian Scotland (2012) o McCoshovi napsal, že "tyto fotografie nemají významnou estetickou kvalitu, ale ukazují touhu dokumentovat podobizny. Vzhledem k okolnostem jsou tyto snímky značným úspěchem a bez ohledu na uměleckou hodnotu jsou historicky velmi důležité". Taylor a Schaaf v knize Impressed by Light: British Photographs from Paper Negatives, 1840–1860, napsali, že „McCosh vytvořil kompozice, které byly na dané období výjimečné“:s.123 a že na rozdíl od jeho současníků „v jeho rukou nebyla fotografie pouze zábavou, ale stala se prostředkem k zaznamenávání historie“.:s.123 Taylor a Schaaf také napsali, že „druh práce, kterou vykonali McCosh, [John] Murray a [Linnaeus] Tripe, se odrážel v širokém vzoru fotografické činnosti v celé Indii a v mnoha ohledech lze tyto tři považovat za vzory, u nichž ostatní hledali inspiraci.... "Málo fotografů v éře kalotypů se přiblížilo trvalému výkonu těchto tří a ve vizuální citlivosti a technické statečnosti zůstávají nepřekonatelní.":s.131
Podle Raye McKenzieho nelze Johna McCoshe skutečně považovat za válečného fotografa, protože jen náhodou fotografoval, když probíhala vojenská kampaň, místo aby měl v úmyslu zachytit válku na fotografiích. Dále McKenzie uvádí, že McCosh nikdy nefotografoval živé bojové zóny.

## Publikace

### Publikace od McCoshe

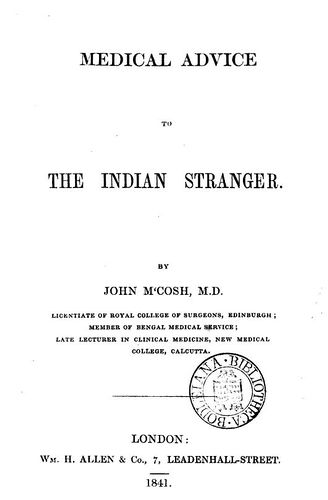
Titulní strana „Lékařské rady indickému cizinci“ (1841) od Johna McCoshe

- Narrative of the Wreck of the Lady Munro, on the Desolate Island of Amsterdam, October, 1833. (Vyprávění o vraku Lady Munro na pustém ostrově Amsterdam, říjen 1833.) Glasgow: W Bennet, 1835.[18]
- Topography of Assam. (Topografie Assamu.) Kalkata: G. H. Huttmann, Bengal Military Orphan Press, 1837.[19]
- Medical Advice to the Indian Stranger. (Lékařská rada indickému cizinci.) 1841.[20]
- Advice to Officers in India. (Rady pro důstojníky v Indii) Upravené vydání. Londýn: Wm. H. Allen & Co., 1856
- Nuova Italia, báseň. Druhá série. 1875.
- Grand Tours in Many Lands, a Poem in 10 Cantos. (Velké cesty do mnoha zemí, báseň o deseti zpěvech. 1881.[21]
- Sketches in Verse at Home and Abroad: And from The War of the Nile in Ten Cantos. (Náčrtky ve verších doma i v zahraničí: A z války na Nilu v deseti zpěvech.) Londýn: J. Blackwood, 1883.

### Publikace s materiálem o McCoshovi
- Oxford Companion to the Photograph. Oxford: Oxfordská univerzita, 2005. Editoval Robin Lenman. Zahrnuje krátkou biografii na McCosh.
- Impressed by Light: British Photographs from Paper Negatives, 1840–1860. New York: Metropolitní muzeum umění, 2007. Roger Taylor s Larrym Johnem Schaafem. Zahrnuje profil McCoshe.[3]
- Encyklopedie fotografie devatenáctého století. Ed. John Hannavy. Abingdon, Oxford: Taylor & Francis, 2007; Londýn: Routledge, 2013. ISBN 9781135873264

## Výstavy s příspěvky McCoshe
- Impressed by Light: British Photographs from Paper Negatives, 1840–1860, Muzeum Orsay, 1. ledna 2005 – 7. září 2008. Národní galerie ve Washingtonu, Washington DC, 1. března 2002 – 4. května 2008. Metropolitní muzeum umění, New York 31. prosince 2007 – 31. prosince 2009.[22]
- First Shots: Early War Photography 1848–60, White Space Gallery, National Army Museum, Londýn, 2009. Fotografie od McCoshe, Rogera Fentona, Jamese Robertsona a Felice Beata.[9][23]

## Sbírky
- Národní armádní muzeum, Londýn.[9]
- Univerzita v St Andrews, St Andrews, Fife, Skotsko.[1]
- Victoria and Albert Museum, Londýn.[22]

## Fotogalerie

### Paňdžáb

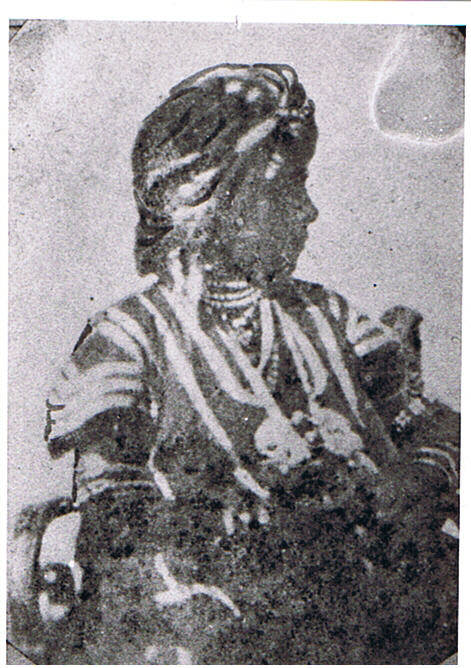
Fotografie Maharaha Duleep Singh během jeho vlády jako dětského monarchy Sikhské říše, Lahore, asi 1848
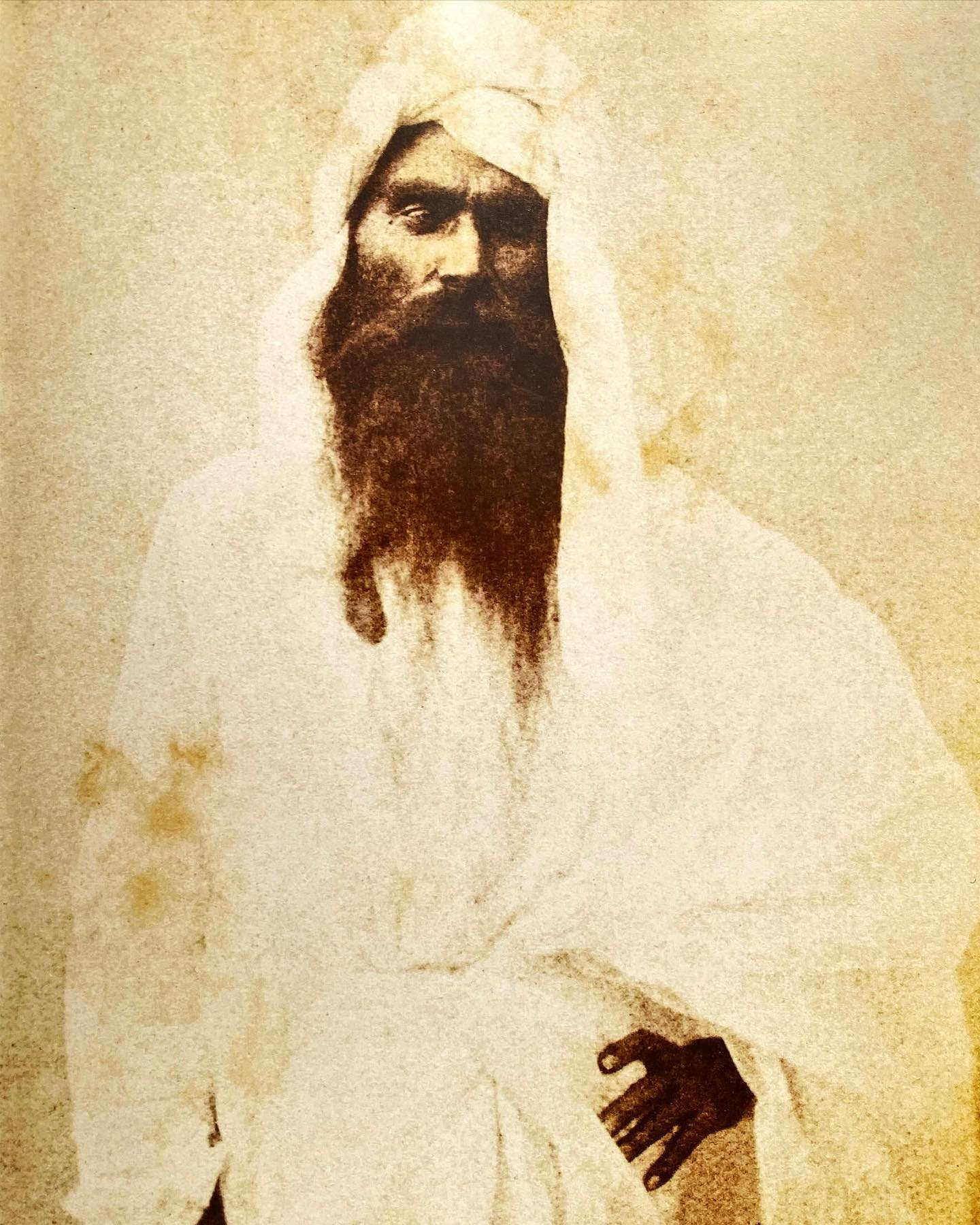
Fotografie Bikrama Singha Bediho, přímého potomka Guru Nanaka, asi 1847–1849
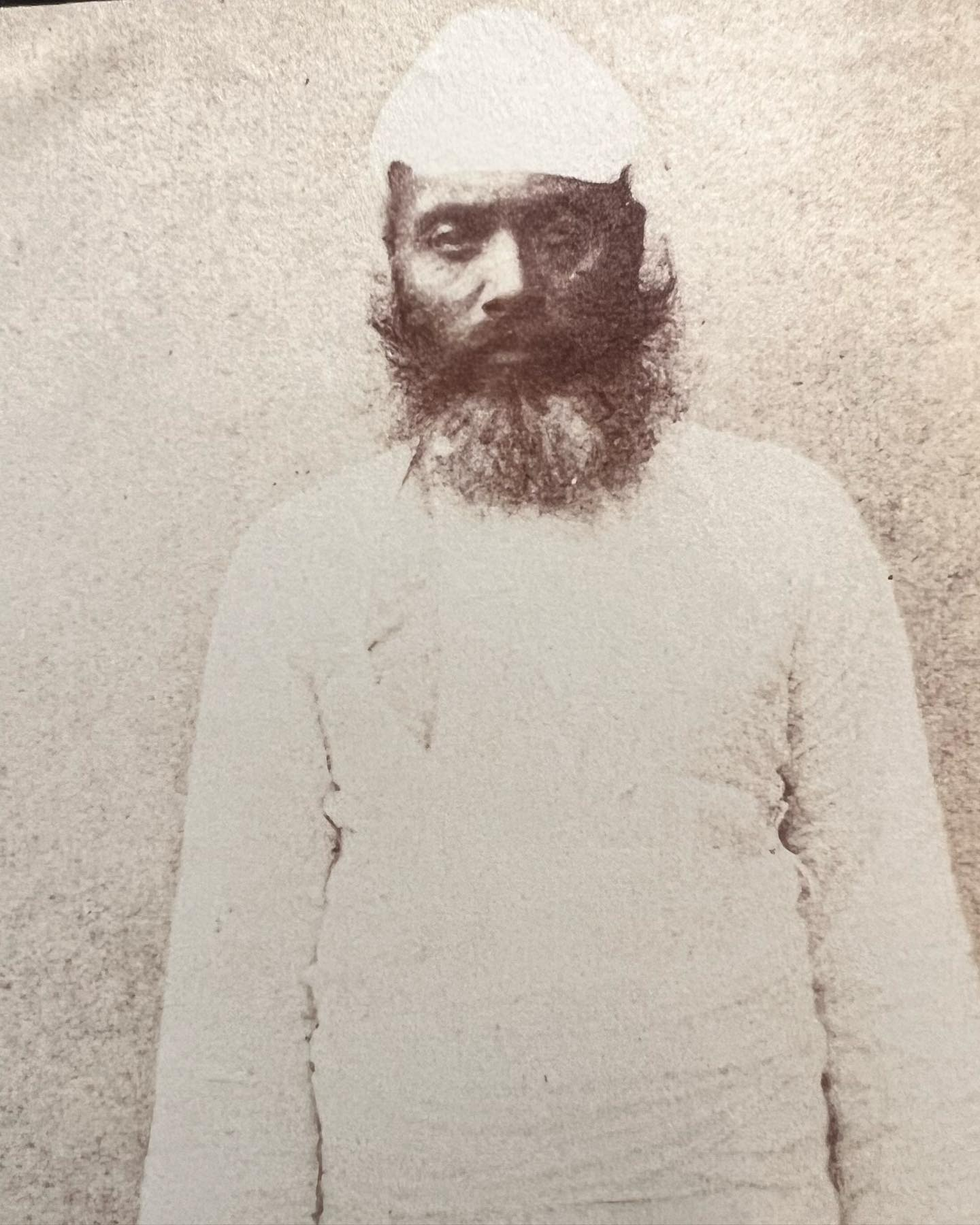
Sikhský muž v turbanu ve stylu „sidhi pagh“, asi 1847–1849
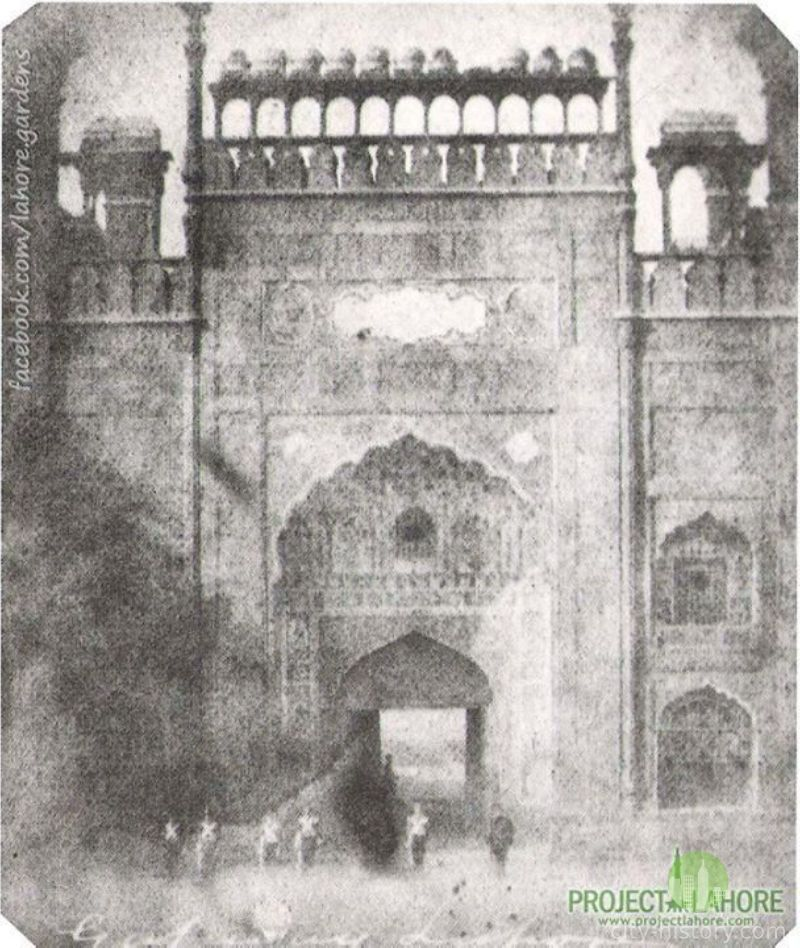
Brána mešity Badshahi v důsledku druhé anglické války Sikhů, Lahore, asi 1849
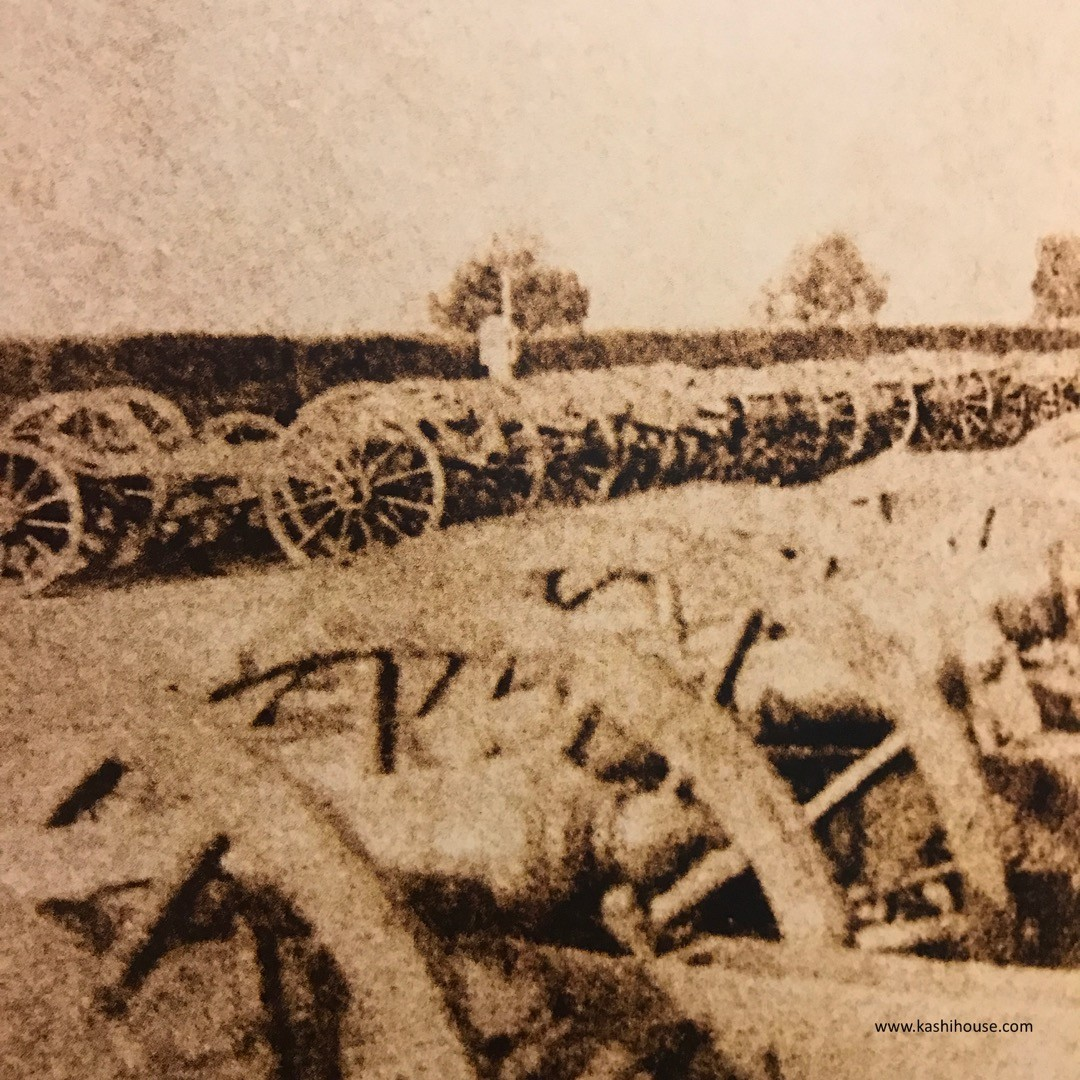
Zabavené sikhské zbraně zaparkované v kantonu Ambala po druhé anglo-sikhské válce, asi duben 1849

### Barma

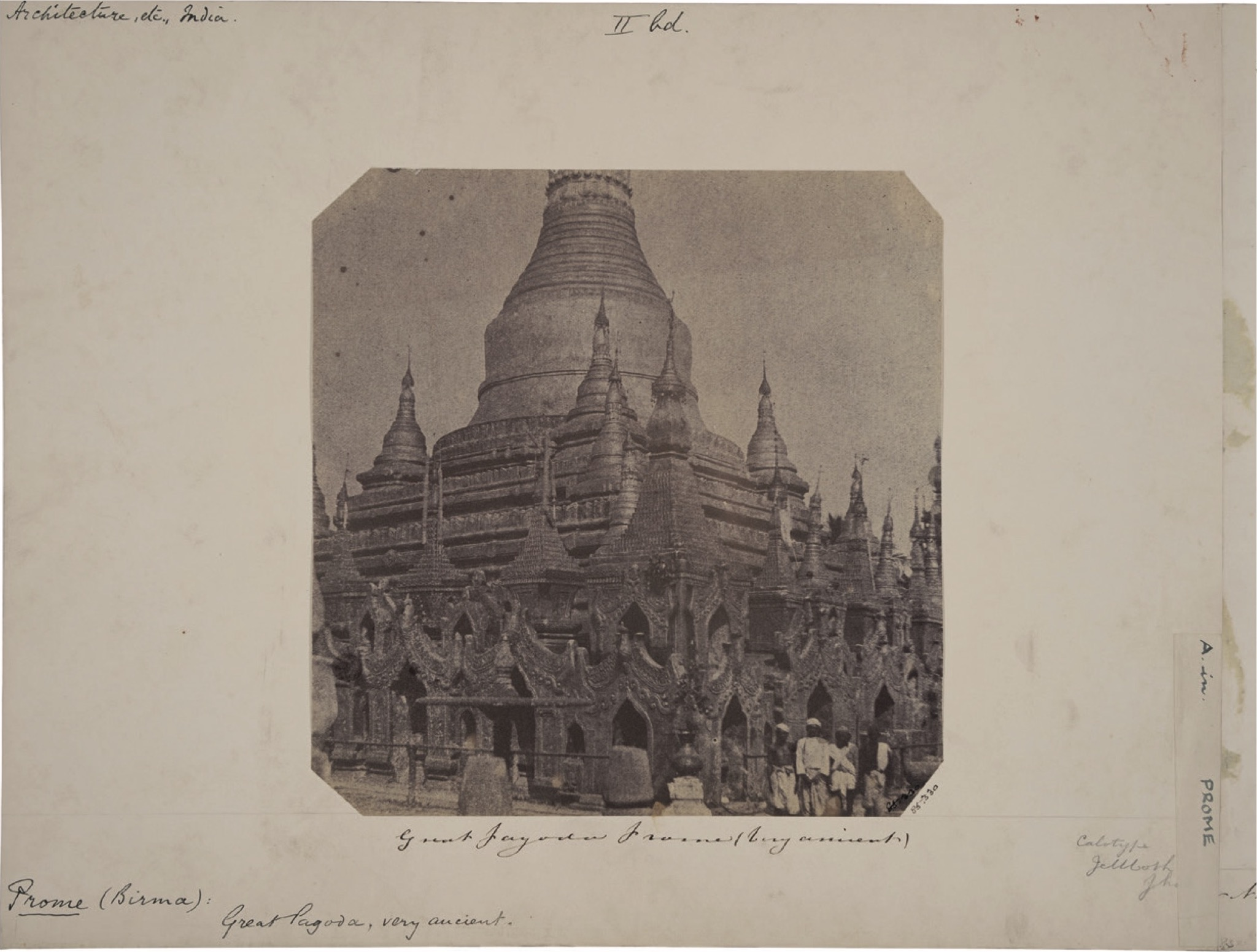
„Velká pagoda Prome (velmi starobylá)“, Barma, John McCosh, 1852.
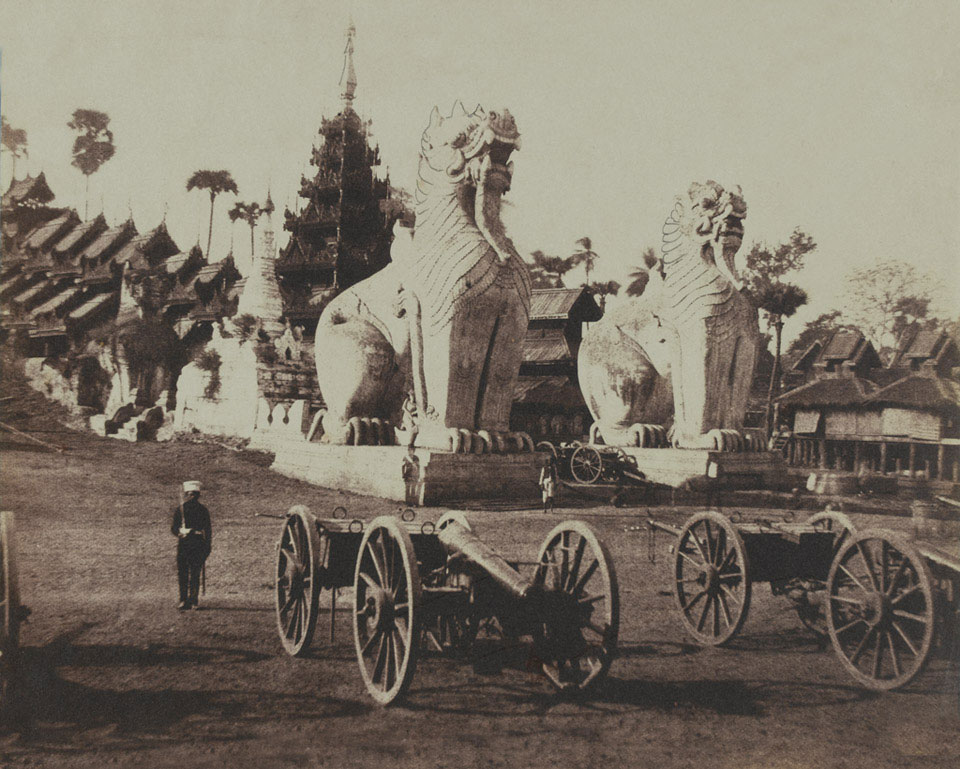
Severovýchodní pohled na Velkou pagodu (Šweitigoumská pagoda, známá též jako Zlatá pagoda) v Prome, Barma, John McCosh, 1852
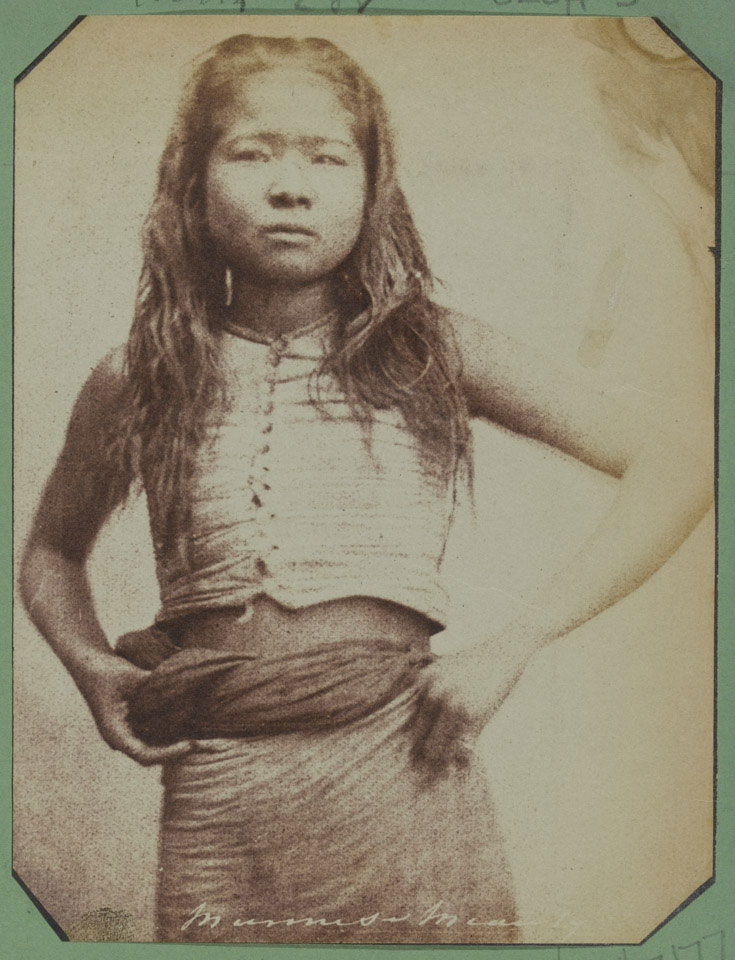
Barmská dívka, John McCosh, 1852
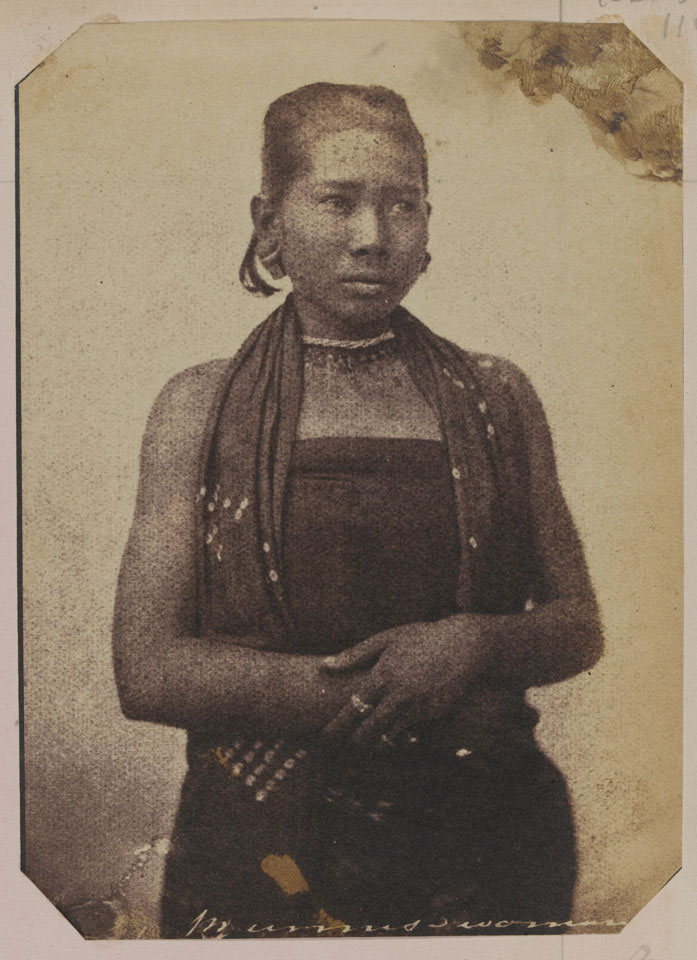
Barmská žena, John McCosh, 1852
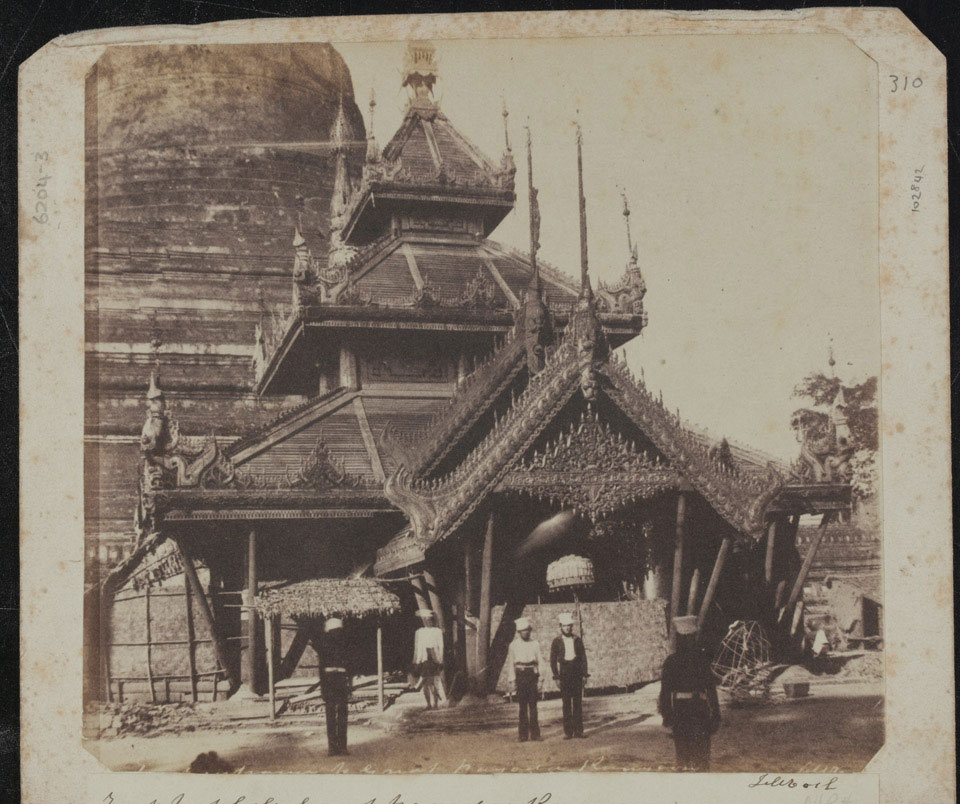
Východní vestibul Velké pagody (Šweitigoumská pagoda, známá též jako Zlatá pagoda) v Rangúnu, Barma, John McCosh, 1852